# Begonia vankerckhovenii
Espèce
Begonia vankerckhovenii est une espèce de plantes de la famille des Begoniaceae.
Elle a été décrite en 1915 par Émile De Wildeman (1866-1947).